# Cyatholaimus gracilis
Cyatholaimus gracilis is een rondwormensoort uit de familie van de Cyatholaimidae. De wetenschappelijke naam van de soort is voor het eerst geldig gepubliceerd in 1863 door Eberth.